# Problemas em aberto da neurociência
A seguir, está uma lista de problemas notáveis não resolvidos na neurociência. Um problema é considerado não resolvido se nenhuma resposta é conhecida ou se houver um desacordo significativo entre os especialistas sobre uma solução proposta.

## Sensação e percepção
- Percepção :
  - Como o cérebro converte informações sensoriais em percepções coerentes e privadas?
  - Quais são as regras pelas quais a percepção é organizada?
  - Quais são as características/objetos que constituem nossa experiência perceptual de eventos internos e externos?
  - Como os sentidos são integrados?
  - Qual é a relação entre a experiência subjetiva e o mundo físico?

## Memória e aprendizagem
- Memória e aprendizagem:
  - Onde nossas memórias são armazenadas e como são recuperadas novamente?
  - Como o aprendizado pode ser melhorado?
  - Qual é a diferença entre memórias explícitas e implícitas?
  - Qual molécula é responsável pela marcação sináptica?
- Neuroplasticidade: Quão plástico é o cérebro maduro?

## Sono e sonhos
- Sono: 
  - Qual é a função biológica do sono?
  - Quais são os mecanismos cerebrais subjacentes?
  - Qual é a relação com a anestesia?
- Sonhos:
  - Por que sonhamos?

## Neurociência computacional
- Neurociência computacional:[1]
  - Quão importante é o momento preciso dos potenciais de ação para o processamento de informações no neocórtex?
  - Como a informação no cérebro é processada pela dinâmica coletiva de grandes circuitos neuronais?
  - Que nível de simplificação é adequado para uma descrição do processamento de informações no cérebro?
- Como funciona a anestesia geral?